# نحت باروكي

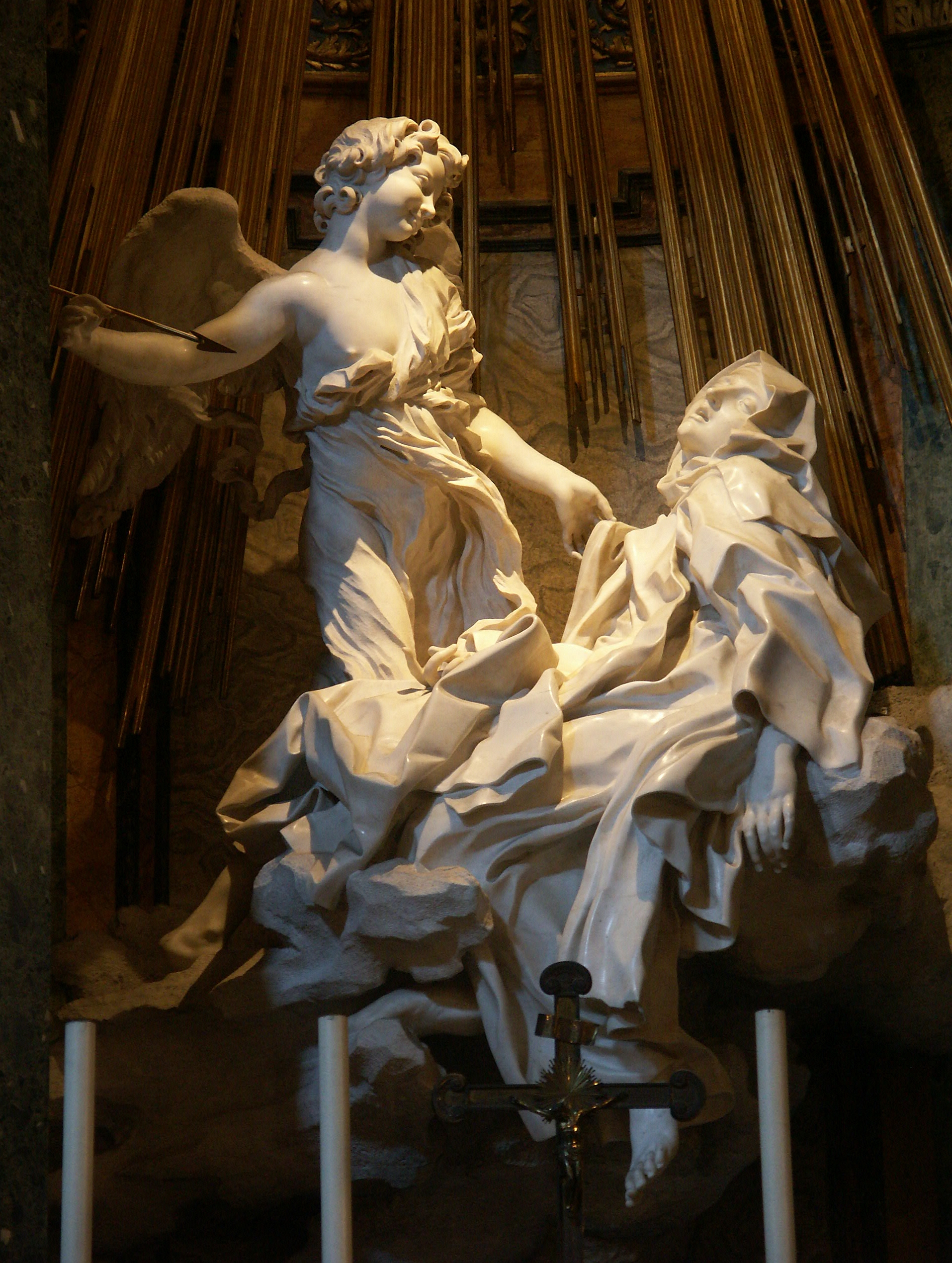
نشوة القديسة تريزا (1647–1652) لجان لورينزو برنيني

النحت الباروكي هو نحت مرتبط بالنمط الباروكي في الفترة بين أوائل القرن السابع عشر ومنتصف القرن الثامن عشر. اكتبست مجموعة من الشخصيات أهمية في النحت الباروكي، ووُجدت حركة وطاقة فعالة للأشكال الإنسانية التي تدور حول دوامة مركزية فارغة أو تتصل بالخارج في اتجاه المساحة المحيطة. غالبًا ما كان للنحت الباروكي العديد من زوايا العرض المثالية، التي انعكست على استمرارية عصر النهضة، التي ابتعدت عن النحت النافر واتجهت إلى النحت القريب، وصُممت لتوضع وسط ساحة كبيرة، نوافير متقنة مثل نافورة الأنهار الأربعة التي صممها بيريني (روما، 1651)، أو تلك الموجودة في حدائق فرساي ذات السمة الباروكية. كان النمط الباروكي مناسبًا تمامًا للنحت، ويُعَد جيان لورنزو برنيني شخصيةً رائدة في العصر الباروكي بأعماله مثل نشوة القديسة تيريزا (1647-1652). أضافت العديد من المنحوتات الباروكية عناصر جديدة غير نحتية مثل الإضاءة الخفية والنافورات المائية والنحت والهندسة المعمارية بغرض تكوين تجربة جديدة للمُشاهد. وجد الفنانون أنفسهم في التقليد الكلاسيكي، لكنهم أُعجبوا بالنحت الهلنستي والروماني فيما بعد، بدلًا من النحت الكلاسيكي الذي نراه اليوم.
أعقب فن النحت الباروكي نحت عصر النهضة والنحت التكلفي، وأعقبه الروكوكو والحركة الكلاسيكية الحديثة. كانت روما أول مركز تشكل فيه هذا النمط. انتشر الأسلوب الباروكي إلى بقية أنحاء أوروبا خاصةً في فرنسا التي أعطت اتجاهًا جديدًا للنحت في أواخر القرن السابع عشر. في نهاية المطاف، تخطى انتشار الأسلوب الباروكي أوروبا إلى المستعمرات التابعة لها خاصةً في أمريكا اللاتينية والفلبين. وضع الإصلاح البروتستانتي حدًا للمنحوتات الدينية في شمال أوروبا، ورغم استمرار النحت المنفصل عن الدين خاصةً في التماثيل الشخصية وآثار المقابر، فإن العصر الذهبي الهولندي لم يكن لديه عنصر نحتي غير صياغة الذهب. في رد فعل مباشر، برز النحت الباروكي الكاثوليكي في أواخر العصور الوسطى. أصبح لتماثيل الحكام والشخصيات النبيلة شعبية متزايدة. في القرن الثامن عشر، استمرت العديد من المنحوتات على النمط الباروكي، واكتملت نافورة تيرفي عام 1762 وكان نمط الروكوكو أكثر ملاءمةً للأعمال الصغيرة.

## الأصول والميزات
ظهر النمط الباروكي في منحوتات عصر النهضة، وجعل الشكل البشري مثاليًا أكثر بالاعتماد على النحت الاغريقي الكلاسيكي والنحت الروماني. عُدل هذا النمط من طريق الحركة النهجية، عندما حث الفنان العالم جورجو فازاري الفنانين لتقديم أعمالهم بأسلوب شخصي ومنفرد. قدم النمط النهجي فكرة التماثيل ذات التناقضات القوية مثل الشباب والمسنين، والجمال والقبح، والرجال والنساء. وقدمت الحركة النهجية الشكل الملتوي الذي أصبح فيما بعد ميزة رئيسية في النحت الباروكي. كان ترتيب الأشكال في نسق ملتوٍ ومنحدر، ما أعطى العمل إضاءة وحركة.
قدم ميكيلانجيلو العديد من الأعمال منها العبد المحتضر (1513-1516) والعبقري المنتصر (1520-1525)، لكن هذه الأعمال خُصصت لتُشاهَد من وجهة نظر منفردة. قدمت أعمال النحات الإيطالي جيامبولونجنا عناصر جديدة للنحت الباروكي مثل اغتصاب النساء السابينيات (1581-1583)، لكن هذا العمل لم يُخصص لوجهة نظر واحدة بل لوجهات نظر متعددة، ما أصبح ميزة شائعة جدًا في النحت الباروكي. وكان لعمل جيامبولونجنا تأثير في رواد العصر الباروكي خاصةً برنيني.
كان للكنسية الكاثوليكية تأثير مهم وقيادي في النمط الباروكي، وسعت للحصول على أسلحة في معركتها ضد البروتستانتية. أعطى مجلس ترنيت (1545-1563) صلاحيات التوجيه الفني للبابا وعبر عن رفضه القاطع للعقائد الإنسانية، التي كانت بؤرة الفن خلال عصر النهضة. خلال حكم بول الرابع (1605-1621) بدأت الكنيسة بتطوير الفنون العقائدية لمواجهة الإصلاحيين وكُلف فنانون جدد لتنفيذها.

## برنيني والنحت الروماني الباروكي
يُعَد جان لورينزو برنيني (1598-1680) شخصيةً رائدة في النحت الباروكي. وهو ابن النحات بيترو برنيني الذي استدعاه إلى روما البابا بول الرابع. صنع برنيني أول أعماله الفردية بعمر 15، وفي الفترة 1618-1625 حصل على عمولة كبرى مقابل التماثيل التابعة لفيلا كاردينال بيسون بوغرس. تُعَد أعمال برنيني المثيرة، التي صُممت ليمكن رؤيتها من وجهة نظر واحدة، ذات تأثير كبير في النحت الأوربي. استمر برنيني في السيطرة على النحت الإيطالي من خلال أعماله على النافورات الرومانية وضريح القديس بطرس وقبر البابا ألكسندر السابع في كنسية القديس بطرس، وخصص هيكل لكنيسة القديسة ماريا ديلا فيتوريا في روما. وكانت مهمته الأخيرة نحت نافورة الفيل (1665-1667) وسلسلة الملائكة لجسر سان أنجلو في روما (1667-1669). توفي برنيني عام 1680، لكن أسلوبه في النحت كان له تأثير في النحاتين في جميع أنحاء أوروبا، خاصةً في فرنسا وبافاريا وأستراليا.

### إيطاليا
جعلت المهمة البابوية الواسعة من روما مركزًا لجذب النحاتين في إيطاليا وجميع أنحاء أوروبا. زينوا الكنائس والساحات الرومانية والنافورات الشهيرة الجديدة التي أُنشئت حول المدينة بأمر البابا. سبقت أعمال ستيفانو مادرينا (1576-1636) -الذي يعود أصله إلى بيسوني في لومباردي- أعمال بيرني، وبدأ مهنته في صناعة نسخ صغيرة الحجم من الأعمال الكلاسيكية من البرونز، ويُعَد تمثال القديس سيسل (1600) التابع لكنيسة القديس سيسل في تراستفري، أحد أعماله الرئيسية. كان جسد القديس ممددًا كما لو كان ملتصقًا، ومثيرًا للرثاء. فرانسسكو موجي (1580-1654) أحد النحاتين الرومان، وُلد في مونتفرجي بالقرب من فلورنسا. نحت تمثالًا برونزيًا احتفاءً بألكسندر فارنيز في الساحة الرئيسية التابعة لبياتشنزا (1620-1625)، وتمثالًا حيًا للقديس فيرونكا في كاتدرائية القديس بطرس
من النحاتين الباروكيين البارزين في إيطاليا أليساندرو إلجاردي (1598-1654)، كانت أول مهمة له قبر البابا ليو الحادي عشر في الفاتيكان. كان أليساندرو منافسًا لبرنيني رغم أنهما اتبعا الأسلوب نفسه، وتضمنت أعماله الأخرى نقشًا منحوتًا للقاء الأسطوري بين البابا ليو الأول وأتيلا الهوني (1646-1653)، الذي أقنع البابا بعدم مهاجمة روما. يعد فرانسو ديكسنوي (1597-1643)، الذي وُلد في فلاندرس، أحد أبرز النحاتين الباروكيين الإيطاليين، وهو صديق الرسام يوسن، واشتهر بتمثال القديسة سوزانا في سانت ماريا دي لورتو في روما، وتمثال القديس أندرو (1629-1633) في الفاتيكان. سُمي النحات الملكي للويس الثالث عشر في فرنسا، وتوفي عام 1643 خلال رحلته من روما إلى باريس.
يُعد نيكولو سالفي (1697-1751) أبرز النحاتين في الفترة المتأخرة، واشتهر بعدة أعمال مثل تصميم نافورة ترفي (1732-1751). تضمنت النافورة أعمالًا مستعارة لعدد من النحاتين الباروكين الإيطاليين، مثل فليبو ديلا فالي وبيترو براكسي وجيفاني جروسي. مثلت النافورة المشهد الأخير من النمط الباروكي الإيطالي بكل فخامة وحيوية.

## فرنسا
كان الهدف الرئيسي للنحت الباروكي الفرنسي هو تمجيد لويس الرابع عشر ملك فرنسا وخليفته لويس الخامس عشر، لا تمجيد الكنيسة. أنتج العديد منها نحاتو الأكاديمية الملكية للرسم والنحت التي تأسست عام 1648، والتي أصبحت فيما بعد تحت إشراف وزير المالية جان بابتيست كولبير. عمل النحاتون الفرنسيون إلى جانب الرسامين والمهندسين المعمارين ومصممي المناظر الطبيعية مثل أندرو لي نوتري، لإنشاء الآثار النحتية الموجودة في قصر فرساي والحدائق التابعة له، والمقرات الملكية الأخرى، والتماثيل التي توسطت الساحات الجديدة في باريس، وغيرها من المدن الفرنسية. أسس كولبير الأكاديمية الفرنسية في روما كي يتمكن النحاتون والرسامون من دراسة النماذج الكلاسيكية.
في الجزء المبكر من الفترة الباروكية، تأثر النحاتون الفرنسيون برسامي هولندا وفلاندرس، خاصةً مدرسة جيامبولونجنا بدلًا من النحت الإيطالي. ومن هؤلاء الفنانين جيرمن بيلون (1525-1590)، وجيان فاريان (1604-1672)، وجاكس سارزن (1592-1660). جاء برنيني إلى باريس عام 1665 ليقدم مشروعه الخاص إلى الملك لويس الخامس عشر، لكن الملك لم يُعجَب بعمل برنيني ورفض مشروعه، رغم أن برنيني قدم تمثالًا للملك لويس الرابع عشر هو الموجود حاليًا في قصر فرساي. شارك أفضل النحاتين الفرنسيين في تماثيل ونافورات الحدائق الخاصة بقصر فرساي والمقرات الملكية الأخرى. ومن هؤلاء النحاتين بير بوجيت، وجاكسن سارزن، وفرانسوا جيراردن، وجان بابتست، وأنطوني كويسفوكس، وآدم بوجاردن. في السنين اللاحقة من العصر الباروكي، عُدَّ مدير الأكاديمية الفرنسية في روما جان بابتست أروع نحات لنمط الروكوكو، رغم انحسار شهرته لصالح تلاميذه، ومنهم جان أنطوني الذي قاد تحول النحت الفرنسي من الباروكي إلى الكلاسيكي.

## هولندا وبلجيكا
بعد الانفصال عن إسبانيا، قدمت مقاطعات هولندا الكالفانية النحات هندريك ده كايزر (1565-1621)، وهو المهندس المعماري الرئيسي في أمستردام، ومؤسس العديد من الكنائس والآثار. من أشهر أعمال كيسر ضريح وليام الصامت في نيوكارك في دلفت. كان الضريح منحوتًا من الرخام مع تماثيل برونزية تمثل وليام الصامت والفضائل الكاردينالية الأربعة على الزوايا. نظرًا إلى كون الكنيسة كالفانية، كانت الشخصيات النسائية في الفضائل الكاردينالية مغطاة بالكامل. أنتجت الأجزاء الجنوبية الكاثوليكية من هولندا أسلوب نمط باروكي واضح مشابه للنمط الروماني. يُعَد أرتوس كيلينوس النحات الأبرز، وهو من عائلة شهيرة من الرسامين والنحاتين، وهو ابن النحات إيراسمس كيلينوس. استقر في أنتورب عام 1639. طبق كيلينوس العديد من مبادئ روبنز في أعماله النحتية. من النحاتين الباروكين في بلجيكا هندرك فرانس (1654-1724)، الذي نحت تماثيل دقيقة جدًا، مليئة بالمشاهد التوراتية، والنباتات والحيوانات والعديد من الرموز الكاتدرائية والكنائس في بروكسل ولوفيان وأنتورب وميشيلن ومدن أخرى.

## إنكلترا
تأثر النحت الباروكي في إنكلترا بنزوح اللاجئين بسبب الحروب الدينية في القارة. يُعَد نيكولاس ستون أول نحات إنكليزي تكيف مع هذا النمط. تدرب نيكولاس على يد نحات إنكليزي آخر هو إساك جيمس، ثم على يد النحات الهولندي هندريك ده كايزر عام 1601، الذي اتخذ من إنكلترا ملاذًا له. عاد ستون إلى هولندا مع دي كيسر وتزوج ابنته، وعمل في الاستديو الخاص به في هولندا حتى عودته إلى إنكلترا عام 1613. تكيف ستون مع النحت الباروكي الخاص بالمعالم الجنائزية، التي عُرف بها دي كيسر خاصةً تابوت السيدة إليزابيث كاري (1617-1618)، وتابوت السيد وليام كورل (1617). كغيره من النحاتين الهولنديين، تكيف ستون مع الاستخدام المختلف للرخام الأبيض والأسود في المعالم الجنائزية، وتفاصيل القماش وتشكيل الوجوه والأيدي الطبيعية والواقعية. وفي حين عمل ستون نحاتًا، تعاون مع إنجو جونز مهندسًا معماريًا.
يُعد لويس فرانسوا روبلياك (1707-1767) أحد الشخصيات الرائدة في النحت الباروكي في إنكلترا. ولد روبلياك في فرنسا وعمل في استوديو نيكولاس كوستو في باريس، وفي عام 1730 فاز بالجائزة الكبرى من الأكاديمية الفرنسية للنحت. سافر لويس إلى إنكلترا وتزوج من البروتستانت. اكتشف من طريق الصدفة حزمة من الأوراق النقدية في إنكلترا، التي أعادها إلى صاحبها إدوارد والبول، وهو الابن غير الشرعي لرئيس الوزراء، الذي ساعد روبلياك على تقديم نفسه للرعاة الأرستقراطيون.